# Active Directory
Active Directory, AD – usługa katalogowa (hierarchiczna baza danych) dla systemów Windows – Windows Server 2025, Windows Server 2022, Windows Server 2019, Windows Server 2016, Windows Server 2012, Windows Server 2008, Windows Server 2003 oraz Windows 2000, będąca implementacją protokołu LDAP.

## Historia
Active Directory upubliczniono w 1999 pod nazwą NTDS (NT Directory Service) przed premierą Windows 2000 Server, która miała miejsce 17 lutego 2000 roku.
NTDS – domena typu NT4, pozwalała na przechowywanie informacji o ograniczonej stałej liczbie typów obiektów (konto użytkownika lub komputera, grupie) z ograniczoną stałą liczbą atrybutów przypisanych do konkretnych typów obiektów – nie istniała możliwość rozszerzenia schematu domeny o dodatkowe atrybuty lub typy obiektów, które można przechowywać. Domeny posiadały też technologiczne ograniczenie liczby obiektów, które mogłyby być przechowywane (do ok. 40 tys. obiektów w jednej domenie). Domeny nie były oparte też na żadnym otwartym protokole – nie istniała możliwość dostępu z aplikacji innych producentów bez wykorzystania bibliotek pochodzących od producenta firmy Microsoft.
Active Directory Domain Services – domena typu Active Directory, jako następca usunęła największe wady domen, tj. wprowadzono:
- hierarchiczność przechowywania informacji;
- dużo wyższe limity przechowywania informacji (powyżej 1 miliona obiektów w domenie Active Directory);
- rozszerzalność schematu zawierającego definicje obiektów.

## Wersje
Active Directory występuje w dwóch wersjach – pełnej, zintegrowanej z systemem Windows, niezbędnej dla zarządzania kontami Active Directory, oraz wersji aplikacyjnej, instalowanej w systemie Windows, jednak nie powiązanej z domenami Windows. Wersja aplikacyjna nosi nazwę ADAM, skrót angielskiej nazwy Active Directory Application Mode (aktualnie, tj. dla Windows 2008 i późniejszych – AD LDS, czyli Active Directory Lightweight Directory Services).

## StrukturaActive Directory
W Active Directory informacje grupowane są hierarchicznie. Podstawową jednostką jest tzw. liść, który położony jest w kontenerze w Active Directory nazywanym jednostką organizacyjną (ang. organizational unit, OU). Liście i kontenery zorganizowane są w domeny.

### Drzewo
Domeny zorganizowane hierarchicznie mogą tworzyć strukturę drzewa. Drzewo posiada zawsze przynajmniej jedną domenę – domenę najwyższego poziomu (ang. root) – korzeń drzewa. Pozostałe domeny (o ile istnieją) mogą być umieszczone poniżej domeny najwyższego poziomu, tworząc drzewo. Niższe poziomy mogą się rozgałęziać.

### Las
Każde drzewo jest w lesie (ang. forest). Las składa się z przynajmniej jednego drzewa. Nie istnieje możliwość utrzymywania drzewa bez utrzymywania lasu. Uwaga ta odnosi się również do domeny Active Directory – domena nie może istnieć samodzielnie, musi istnieć w jakimś drzewie i jakimś lesie. Jeżeli jest to pierwsza domena, to tworzy pierwsze drzewo (którego korzeniem się staje) oraz pierwszy las. Las bierze nazwę od tej domeny.

### Domeny
Domeny zorganizowane w drzewo współdzielą jedną przestrzeń adresową DNS, tzn. domeny kolejnych poziomów mają wspólny korzeń (dla domeny najwyższego poziomu) nazewniczy, np. domena.pl, a wszystkie domeny niższych poziomów posiadają nazwy powstałe przez dodanie nazwy domeny do domeny najwyższego poziomu, np. serwer.domena.pl, nowy.domena.pl, marketing.lublin.domena.pl.

## Relacje zaufania
Głównym powodem istnienia Active Directory jest uwierzytelnienie obiektów (np. użytkowników, komputerów), i autoryzacja (lub jej odmowa) dostępu do innych obiektów Active Directory (dowolnych, np. kontenera lub obiektu użytkownika) oraz do zasobów innych, w tym dyskowych, sieciowych oraz aplikacji. Żeby była możliwa automatyczna autoryzacja użytkownika wobec innej usługi Active Directory lub zasobów korzystających z tej innej usługi (np. zasobu sieciowego), musi istnieć relacja zaufania pomiędzy domenami Active Directory.
Domeny połączone relacją zaufania „ufają sobie”, o ile jest to relacja zaufania dwustronna, lub tylko jedna ufa drugiej, jeżeli jest to relacja jednostronna. Domeny w obrębie jednego lasu (w tym w obrębie tego samego drzewa) ufają sobie.